# Motore a combustione interna

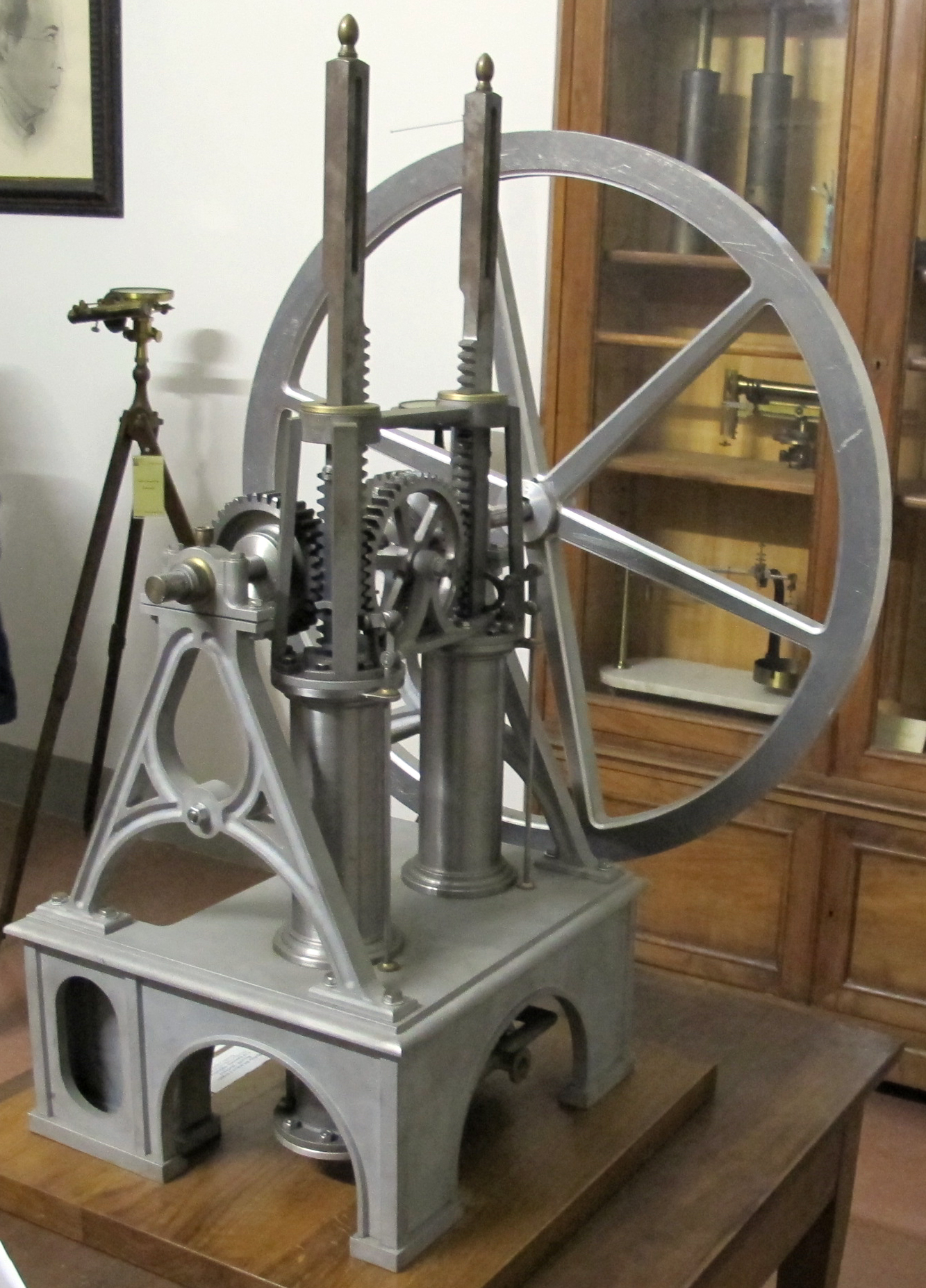
Modello del motore Barsanti-Matteucci all'osservatorio Ximeniano di Firenze

Il motore a combustione interna (MCI) o motore endotermico, impropriamente detto motore a scoppio, è una macchina motrice per convertire l'energia termica, posseduta da un flusso aeriforme aria-combustibile, in lavoro meccanico, reso disponibile all'albero motore, e utilizzato di solito per la locomozione o per convertire il suo movimento meccanico (in genere, di rotazione) in energia elettrica, per il tramite dell'azione di un generatore elettrico.

Motore rotativo senza pistoni (o con unico pistone rotativo)

## Storia

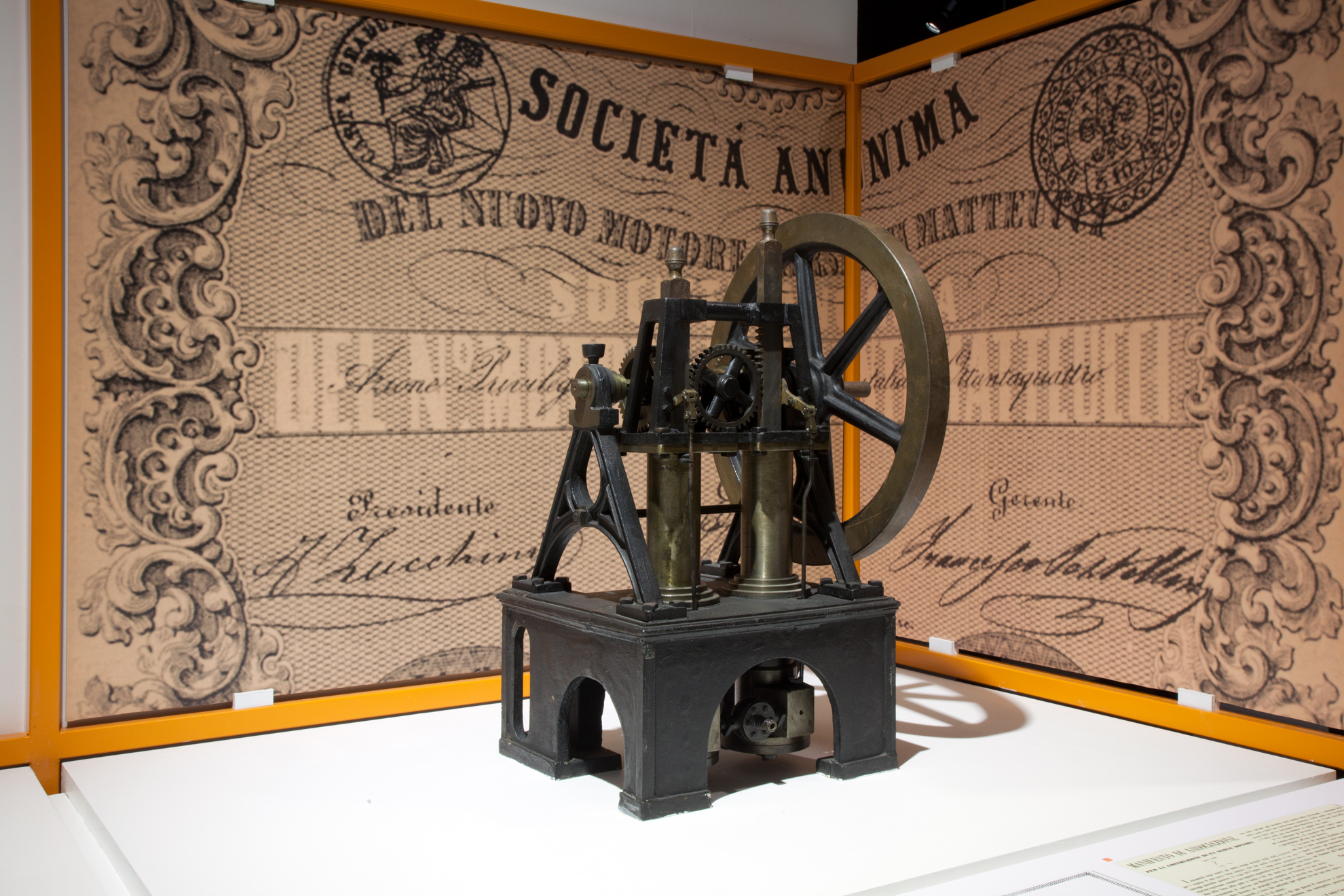
Motore a scoppio Barsanti e Matteucci, 1854 (riproduzione ante 1962, Museo nazionale della scienza e della tecnologia Leonardo da Vinci, Milano). Fu il primo esempio di motore a combustione interna usato per azionare macchine utensili.

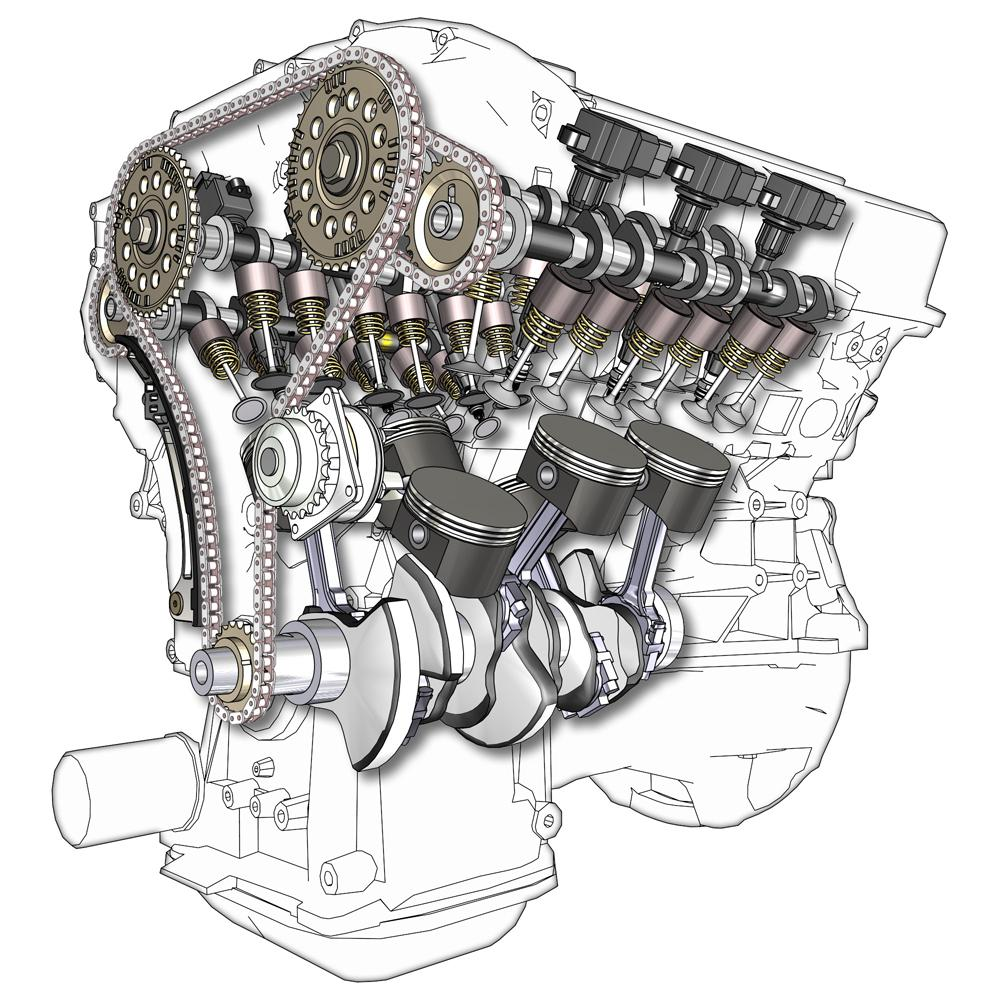
Diagramma di un motore a pistoni

L'invenzione è ricondotta ai lucchesi Eugenio Barsanti e Felice Matteucci, che, nel 1853, ne dettagliarono il funzionamento e la costruzione in documenti e brevetti depositati in diversi paesi europei, quali Gran Bretagna, Francia, Italia e Germania.
Nei primi prototipi mancava la fase di compressione: per questo, la fase di aspirazione terminava precocemente con la chiusura della relativa valvola prima che il pistone raggiungesse metà corsa, al che scoccava la scintilla e la combustione spingeva il pistone per la restante corsa, approfittando poi della riduzione di pressione per farlo risalire, completando un ciclo termodinamico che era davvero poco efficiente.
Le prime applicazioni pratiche dei motori a combustione interna furono nell'ambito dei motori marini fuoribordo. Questo perché il principale impedimento all'applicazione pratica del motore a combustione interna in veicoli terrestri era il fatto che, a differenza del motore a vapore, non poteva partire da fermo. I motori marini non risentono di questo problema, essendo le eliche esenti da un rilevante momento di inerzia. Dopo anni di sperimentazioni, solo nel 1899 apparvero delle vere frizioni in grado di far avviare un autoveicolo da fermo senza una spinta manuale: ciò diede effettivo impulso allo sviluppo dell'autovettura (inventata da Benz in Germania).

## Classificazione

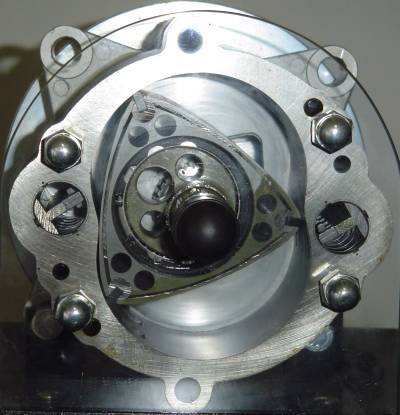
Sezione di un motore Wankel

Il motore endotermico può essere sia rotativo, con o senza pistoni, sia alternativo, ed è quasi esclusivamente ad accensione comandata. La conversione avviene nella camera di combustione, dove i gas combusti generano l'alta pressione e l'aumento di volume che inducono lo spostamento dei pistoni, i quali, tramite collegamenti meccanici vari, fanno ruotare l'albero motore. La miscela consiste in una parte di combustibile (benzina, gasolio, cherosene, gpl, gas naturale, alcool, ecc.) e in una parte di comburente (di solito, l'ossigeno contenuto nell'aria), dosati in proporzioni particolari, anche in base alla natura del combustibile; il tipo di combustibile determina anche le caratteristiche del motore e quindi la sua applicazione nei vari ambiti.
In base alla tipologia, i motori a combustione interna si suddividono:
- motore volumetrico (il fluido motore viene elaborato con cadenza periodica all'interno di un volume ben definito e generato ciclicamente dal moto di alcuni organi meccanici)
  - motore a movimento alternativo, in cui il moto alternativo dei pistoni viene trasformato in un moto rotatorio attraverso un manovellismo di spinta rotativa
  - motore a movimento rotativo, il pistone ha un movimento rotatorio più o meno costante a seconda del tipo di motore, come il motore Wankel e motore toroidale di Taurozzi
- motori continui (il fluido motore viene elaborato in maniera continua in una zona a volume non variabile e si configura quindi come un sistema meccanico energetico in deflusso)
  - turbina a gas
  - motore a reazione come esoreattore e endoreattore (anche detto motore a razzo)

Il motori a movimento alternativo in base al tipo di ciclo termodinamico:
- ciclo Otto, utilizzato per il motore ad accensione comandata (impropriamente definito motore a scoppio)
- ciclo Diesel, utilizzato per il motore ad accensione spontanea
- ciclo Sabathé, utilizzato per motori ad accensione comandata o spontanea e che meglio descrive il funzionamento di questi motori a regimi elevati

oppure in base a come viene frazionato il ciclo sul moto alterno in motori:
- motore a due tempi
- motore a quattro tempi
- motore a sei tempi
- motore a sette tempi

Il motore volumetrico alternativo a quattro tempi è il motore che fornisce l'energia meccanica a quasi tutti i mezzi di trasporto su gomma (escluso taluni motocicli con il due tempi), ma anche barche a motore (escluso le navi con il due tempi sovralimentato) e ad alcuni treni. Viene usato talvolta su un piccolo aeroplano ad elica e per produrre energia elettrica a bassa tensione.

## Principi di funzionamento

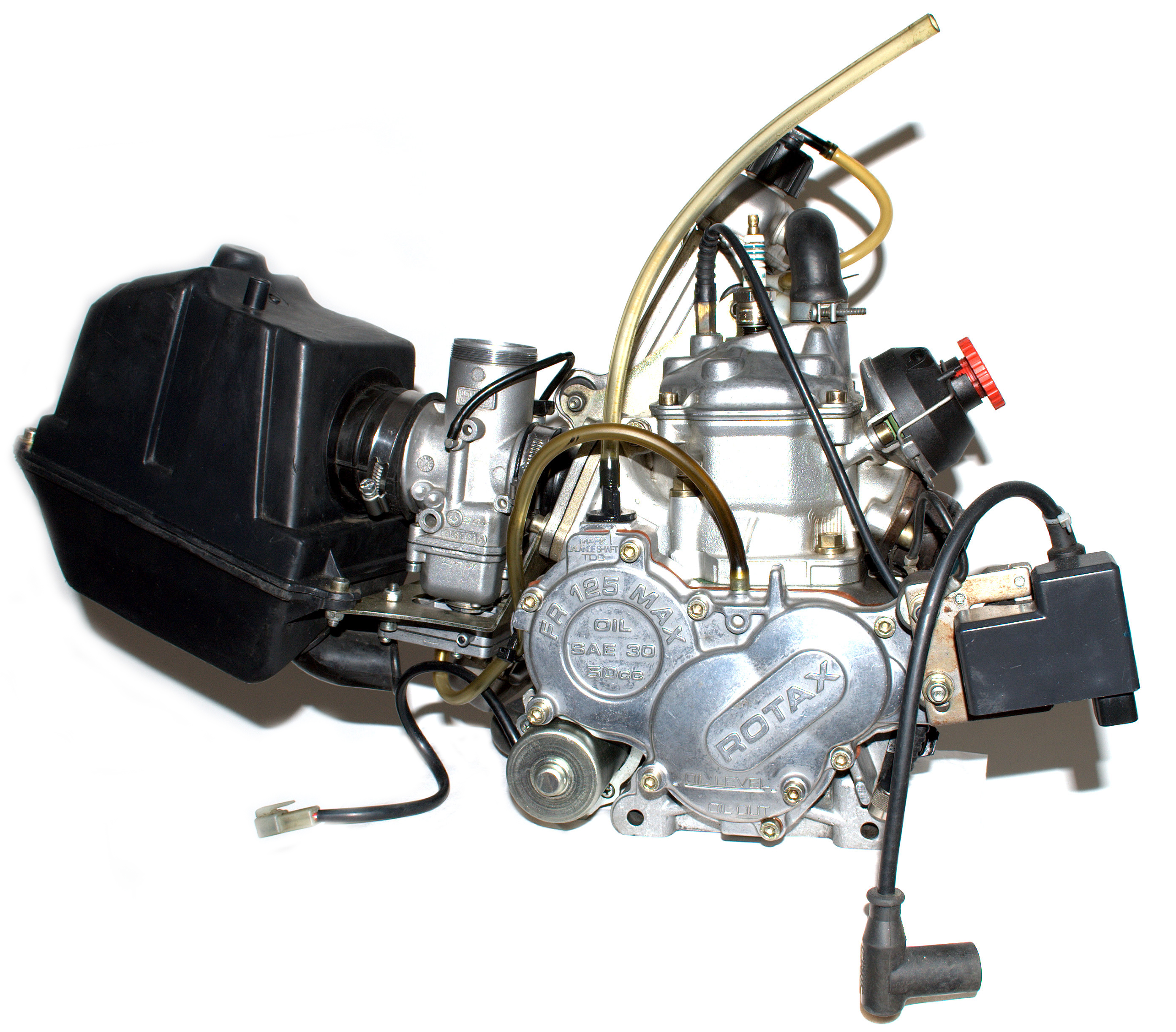
Motore termico ad accensione comandata, con tutti i sistemi in vista

I motori a combustione interna si basano sulla reazione chimica esotermica della combustione: la reazione di un carburante con un comburente, normalmente aria. Vedi anche stechiometria. In alcuni motori venne introdotto un nuovo tipo di sistema che migliorava di netto i consumi, denominato Lean Burn (combustione magra), consisteva nell'iniezione di aria ad alta pressione direttamente nella camera di combustione per ottimizzare l'esplosione della miscela.
I motori a combustione interna sono costituiti da diversi sistemi (impianti) che ne permettono il funzionamento, quali:
- Impianto d'accensione, questo sistema è presente solo sui motori ad accensione comandata e permette l'inizio della combustione
- Impianto d'avviamento
- Impianto d'alimentazione
- Impianto di raffreddamento
- Impianto di scarico

I carburanti più utilizzati oggi sono composti da idrocarburi e sono derivati dal petrolio. Recentemente sono stati sviluppati prototipi che possono utilizzare anche idrogeno (sia gassoso, sia liquido). La maggior parte dei motori a combustione interna progettati per funzionare a benzina possono bruciare anche metano o GPL senza modifiche a parte quelle necessarie per l'impianto di alimentazione.
Essi vengono classificati in base al sistema di accensione utilizzato per provocare la combustione in:
- motori ad accensione comandata: nei motori ad accensione comandata di solito l'accensione viene comandata attraverso una scintilla ad alta tensione che scocca nella miscela aria-combustibile all'interno del cilindro. La scintilla viene prodotta attraverso un impianto d'accensione. Inoltre per l'avvio del motore in condizioni di temperatura esterna e del motore stesso relativamente basse, si utilizza un sistema che serve a garantire un avvio più facile, chiamato starter.
- motori ad accensione spontanea: nei motori ad accensione spontanea (detti anche motori Diesel) il combustibile viene iniettato nell'aria compressa nei cilindri del motore e la combustione ha luogo spontaneamente, grazie alle favorevoli condizioni termo-pressorie del comburente.

L'energia dei prodotti di combustione, i gas combusti, è superiore all'energia originale dell'aria e del carburante (che avevano una maggiore energia chimica) e si manifesta attraverso un'elevata temperatura e pressione che vengono trasformate in lavoro meccanico dal motore. Nei motori alternativi, è la pressione dei gas combusti a spingere i pistoni all'interno dei cilindri del motore.
Recuperata l'energia, i gas combusti vengono eliminati attraverso una o due valvole di scarico. Nei motori a combustione interna attuali, dopo essere stati espulsi dal cilindro, i gas di scarico attraversano una turbina che provvede a recuperare l'energia residua dei prodotti della combustione, al fine di poter azionare un compressore centrifugo (calettato sullo stesso albero della turbina), il quale comprime l'aria comburente (sovralimentazione mediante turbocompressore azionato da gas di scarico). Al termine di questa fase il pistone torna nella posizione di punto morto superiore (pms). Tutto il calore non trasformato in lavoro deve essere eliminato dal motore attraverso un sistema di raffreddamento ad aria o a liquido.

## Potenza

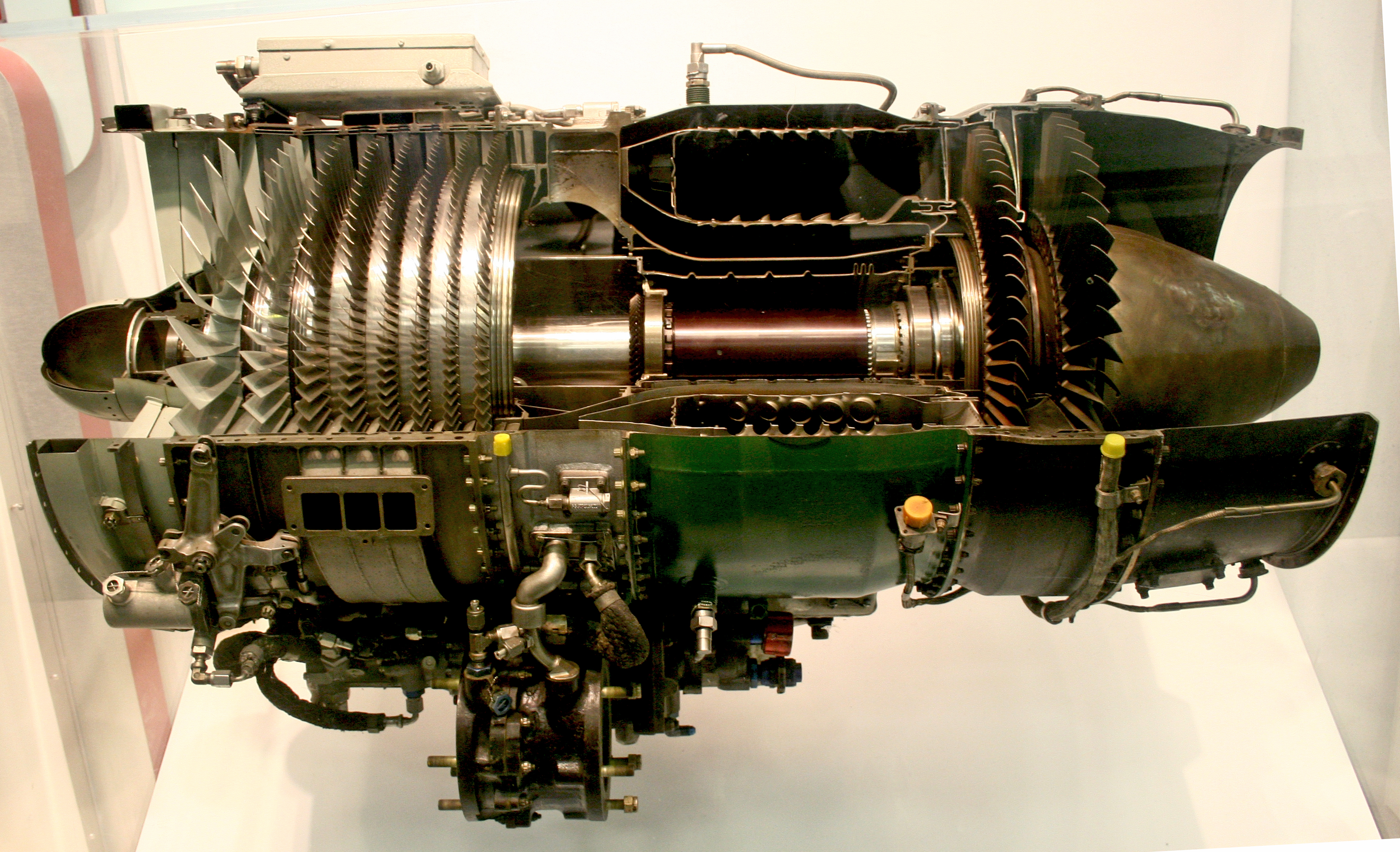
Spaccato di un turbogetto General Electric J85-GE-17A

La potenza effettiva o potenza meccanica di un motore è la potenza disponibile sull'albero motore considerate tutte le dispersioni. Una delle sue formule è la potenza «per via termica» esprimibile con la formula:
{\displaystyle P_{eff}=\rho _{a}\,{\frac {VK^{*}}{\lambda }}\,\lambda _{v}\,\eta _{cc}\,\eta _{th}\,\eta _{i}\,\eta _{m}\,{\frac {n}{\tau  \over 2}}}
Dove le variabili della formula rappresentano:
{\displaystyle \rho _{a}} è la densità dell'aria, circa pari, ma sempre inferiore a quella atmosferica nei motori aspirati, più elevata nei motori sovralimentati (generalmente del 20-30%)
V è la cilindrata
{\displaystyle K^{*}} è la tonalità termica
{\displaystyle \lambda } è l'indice d'aria (maggiore di uno per miscele magre, inferiore per miscele grasse)
{\displaystyle \lambda _{v}} a volte anche detto {\displaystyle \eta _{v}} è il coefficiente di riempimento.
{\displaystyle \eta _{cc}} è il rendimento in camera di combustione
{\displaystyle \eta _{th}} è il rendimento ideale
{\displaystyle \eta _{i}} è il rendimento indicato
{\displaystyle \eta _{m}} è il rendimento meccanico
n è la velocità di rotazione dell'albero motore, espressa come numero di giri al secondo.
{\displaystyle \tau } è il numero di tempi del motore (2-4)